# Cheers for Miss Bishop
Cheers for Miss Bishop (englisch für Ein Hoch auf Miss Bishop) ist ein US-amerikanisches romantisches Filmdrama von Tay Garnett aus dem Jahr 1941. Neben Martha Scott in der Titelrolle sind William Gargan und Edmund Gwenn in den Hauptrollen zu sehen. Als Miss Bishop in Pension geht stellt sich für viele ihrer ehemaligen Schüler die Frage, warum ihre Lieblingslehrerin nie geheiratet hat.
Der Film wurde seinerzeit mit folgenden Worten beworben: „Die Frau, die Du nie vergessen wirst! Die Liebesgeschichte, die Du nie vergessen wirst! Der Film, den Du nie vergessen wirst!“
Das Drehbuch beruht auf dem gleichnamigen Roman von Bess Streeter Aldrich, veröffentlicht 1933 in New York.

## Handlung
Im Jahr 1929 besucht Sam Peters Ella Bishop, die Frau, die er seit Kindertagen kennt und ein Leben lang verehrt hat, in Maple City. Ella, die aus ihrem Mittagsschlaf gerissen wird, erinnert sich zusammen mit Sam an ihr Leben. Ihre Gedanken gehen zurück zum Jahr 1879, als sie sich an einem Septembertag an der neu eröffneten Midwestern University einschrieb.
Ella ist aufgeregt an diesem Tag, an dem College-Präsident James Corcoran eine Rede an der Universität hält, in der er davon spricht, dass Bildung Freiheit bedeute. Kurz zuvor war sie noch dem Hausmeister Chris Jensen, einem Einwanderer, begegnet, der sich darüber freute, zum Gärtner der inmitten von Getreidefeldern erbauten Uni befördert worden zu sein.
In Ellas Zuhause lebt auch ihre Cousine Amy Saunders, eine junge Frau, die im Gegensatz zu Ella gern flirtet und lieber mit dem Nachbarsjungen Buddy Warner Eis essen geht, als ihren Pflichten nachzukommen. Als Ellas Freund aus Kindertagen, Sam Peters, der in einem Lebensmittelgeschäft arbeitet, vorbeikommt, erzählt Ella ihm von ihrem großen Traum, einmal Lehrerin zu werden. Sam ist in Ella verliebt und sein Traum ist es, einmal ein Lebensmittelgeschäft sein eigen zu nennen. Zu seinem Leidwesen erwidert Ella seine Liebe nicht.
Vier Jahre sind inzwischen vergangen und Ella hat ihren Abschluss an der Uni mit Auszeichnung bestanden. Corcoran bittet sie, als Englischlehrerin an der Universität zu unterrichten. Mit diesem Angebot erfüllt sich Ellas Traum. Sie setzt sich für jeden einzelnen ihrer Schüler ein und versucht zu fördern, wo sie nur kann. So drängt sie Anton Radchek dazu, einen Astronomiekurs zu belegen, und fordert Minna Fields, die ein bemerkenswertes Gedächtnis besitzt, auf, einen Abschluss als Bibliothekarin anzustreben, obwohl die junge Studentin einige Schwierigkeiten mit der englischen Sprache hat.
Im Jahr 1883 muss Ella einen Konzertbesuch mit Sam absagen, da sie starke Halsschmerzen plagen. Als sie Ahornsirup besorgen will, schließt sie sich versehentlich aus ihrem Haus aus und muss einen vorübereilenden Fremden um Hilfe bitten. Delbert Thompson, der in der Stadt neu als Anwalt ist, hilft ihr, indem er eine Leiter besorgt, über die ein Einstieg ins Haus durch ein offenes Fenster möglich ist. Von da an treffen sich beide regelmäßig und verloben sich im darauffolgenden Jahr. Als Ella ein Date mit Delbert absagt, da Minna sie braucht, gegen die die Anschuldigung im Raum steht, bei einem Test betrogen zu haben, lässt dieser sich von Amy, die eifersüchtig auf Ella ist, verführen. Ella kann beweisen, dass Minna nicht betrogen hat, sondern den Test aufgrund ihres fotografischen Gedächtnisses so abliefern konnte. Für Delberts und Amys Betrug hat sie allerdings keine Lösung und reagiert zutiefst geschockt auf diesen doppelten Verrat. Amy und Delbert heiraten und verlassen die Stadt, woran Sam nicht unschuldig ist. Ella hingegen spielt mit dem Gedanken, das College und die Stadt zu verlassen und nach New York zu gehen. Corcoran kann sie jedoch davon überzeugen, dass ihr Unterricht ein Geschenk für jeden Schüler sei und so bleibt Ella.
Im Winter darauf kehrt Amy schwanger nach Hause zurück, nachdem Delbert sie verlassen hat. Bei der Geburt ihrer Tochter Hope stirbt Amy und so ziehen Ella und ihre Mutter die kleine Hope auf, als sei sie ihr eigenes Kind. Die Jahre vergehen und 1899 ist Hope als Studentin an der Midwestern University eingeschrieben und hat sich in ihren Kommilitonen Richard Clark verliebt. Sam besitzt inzwischen einen eigenen Lebensmittelladen und hat seinen Traum, Ella vielleicht doch noch heiraten zu können, noch nicht aufgegeben. Ella hat sich jedoch in den verheirateten Professor John Stevens verliebt, mit dem sie die Liebe zur Literatur verbindet. Als Johns Frau sich aus religiösen Gründen weigert, einer Scheidung zuzustimmen, bricht Ella diese Beziehung ab, und John verlässt die Universität. Hope und Richard verloben sich und Ella überlässt ihr ihr Brautkleid, das sie sich für die Ehe mit Delbert anfertigen lassen hatte.
Im Jahr 1906 erfährt Ella von Corcoran, der Urlaub in Europa gemacht hat, dass John unter den Opfern eines Zugunglücks ist. Corcoran legt sein Amt als Präsident in die Hände des jungen aufstrebenden Watts. Mit diesem gerät Ella wegen dessen Bemühungen, den Lehrplan zu modernisieren, alsbald aneinander. Corcoran tröstet sie, nachdem Watts ihr nahegelegt hat, ihren Rücktritt einzureichen. Er lässt jedoch durchblicken, dass eine Modernisierung kaum aufzuhalten sei und auch sie nicht stehenbleiben dürfe. Ella nimmt sich seine Worte zu Herzen, kauft sich ein Auto und entschuldigt sich bei Watts, mit dem sie ab diesem Zeitpunkt eine Freundschaft pflegt.
1917 stirbt Corcoran und der Erste Weltkrieg fordert auch unter den Studenten zahlreiche Opfer. Im Jahr darauf stirbt Ellas Mutter und Hope und Richard ziehen nach Kalifornien, wo sie ein kleines Mädchen, Gretchen, bekommen. Als Gretchen sich 1934 in einen verheirateten Mann verliebt, sucht sie den Rat Ellas und folgt deren Empfehlung, diese Liebe so schnell wie möglich aus ihrem Leben zu verbannen.
Für Ella ist nun die Zeit gekommen, in den Ruhestand zu gehen. Als eines der ältesten Gebäude der Stadt abgerissen werden soll, um Platz für ein neues zu machen, beschließt Ella, nun müde geworden und aus Ärger darüber, nicht am anstehenden Alumni-Bankett, es wäre ihr 52. Mal, teilzunehmen. Doch Gretchen überrascht sie mit einem Besuch von Hope und Richard, die sie alle überreden können mitzukommen. Als alle gemeinsam im Bankettsaal eintreffen, stellt sie fest, dass dieses Bankett ihr zu Ehren ausgerichtet wird. Viele ihrer ehemaligen Studenten sind gekommen, darunter der inzwischen mit dem Nobelpreis ausgezeichnete Astronom Anton Radcheck, die bekannte Historikerin Minna Fields und der einst so ignorante, nun Senator „Snapper“ MacRae. Ella wird die Ehrendoktorwürde verliehen und ihre Gedanken gehen zurück zu Corcoran und seine einstige Eröffnungsrede für die Universität, die sie in ihrer Dankesrede kurz zitiert: „Weisheit ist die erste Basis der Freiheit, und Freiheit ist der Ruhm unserer Nation und unseres Volkes.“ Als Ella sich verabschiedet, um nach Hause zu gehen, ist wie immer Sam an ihrer Seite.

## Produktion

### Produktionsnotizen, Hintergrund
Die Dreharbeiten erstreckten sich über den Zeitraum Ende September bis Mitte November 1941. Wie aus Aufzeichnungen ersichtlich, entstanden Hintergrundaufnahmen für den Film an der University of Nebraska-Lincoln, wohin Garnett eine Crew des Filmteams schickte. Diese Aufnahmen dienten als Midwestern University, an der Miss Bishop unterrichtet.
Der Film wurde von Richard R. Rowland Productions, Inc. im Auftrag von United Artists Corp. produziert. Die Verantwortung für das Szenenbild lag bei John DuCasse Schulze und Julia Heron. Richard V. Heermance und Earl Sitar arbeiteten als Tonmeister.
Wie in der New York Times im Februar 1941 zu lesen war, interessierte sich der Produzent Richard A. Rowland erstmals 1932 für Bess Streeter Aldrichs Roman als Filmstoff. Aus den seinerzeitigen Aufzeichnungen ist ersichtlich, dass der Film ursprünglich mit dem von einem Arzt diagnostizierten Tod von Ella Bishop endete. Rosemary DeCamp gab in diesem Film ihr Spielfilmdebüt, Zweitregisseur Marshall Neilan, ein Veteran des Stummfilms, wirkte zum letzten Mal an einem Film mit, musste jedoch letztlich ersetzt werden, da er den Anforderungen nicht mehr gewachsen war. Für Hauptdarstellerin Martha Scott war es ihr dritter Spielfilm, sie soll es auch gewesen sein, die Rosemary DeCamp für die Schlüsselrolle der aus Skandinavien eingewanderten Studentin empfohlen hatte. William Gargan verkörperte in diesem Film den Lebensmittelhändler Sam Peters, der Ella Bishop sein Leben lang verehrt. Für Gargan, der normalerweise Polizisten, Soldaten oder Gangster, in jedem Fall harte Kerle, spielte, war dies ein ungewöhnlich sanfter Charakter.

### Technik
Der Film ist in den 1940er-Jahren einer der ersten, der die Verwendung einer Rückblende mittels autobiografischer Kommentare einsetzt. Auch war er einer der ersten, der Voiceover beim Erzählen der Geschichte verwendet. Zusätzlich dazu nutzte der Film Überblendungen, die den Zeitwechsel deutlich machen sollten. Der Maskenbildner Don L. Cash ließ die Schauspieler mittels Make-up künstlich altern.

### Veröffentlichung, Ehrung
Der Film wurde am 13. Januar 1941 in Lincoln in Nebraska vorab aufgeführt. Am 21. Februar 1941 startete er dann allgemein in den Kinos der USA. Der Hollywood Reporter zeichnete den Film nach dieser Vorstellung mit dem ersten Preis für das beste Bild, die beste Regie, das beste Drehbuch, die beste Schauspielerin und die beste Nebenrolle aus.
Im Vereinigten Königreich kam der Film im Juni 1941 in die Kinos, in Japan und in Mexiko im Juli 1941, in Schweden im März 1942, in Portugal im Oktober 1942 und in den USA erneut am 21. Juli 1947. In Dänemark erfolgte eine Veröffentlichung im Februar 1948. Veröffentlicht wurde er zudem in Brasilien, Italien, den Niederlanden und Spanien. Der Film, der keine deutsche Synchronisation erfuhr, wurde in Deutschland nicht veröffentlicht.

## Rezeption

### Kritik
– zeitgenössische –

Der Kritiker der New York Times Bosley Crowther meinte, es seien bittere Zeiten, in denen das Zurückschauen für viele Menschen viel angenehmer sei als das Vorausschauen. Und deshalb werde eine große Anzahl unter ihnen wahrscheinlich viel Trost und Freude an Richard Rowlands sentimentalem Rückblick auf ein einfaches und gutbürgerliches Leben finden. Denn an dieser Miss Bishop und ihrer glatten und geordneten Welt, in der sie gelebt habe, sei nichts, was die Gedanken eines Menschen in diesen hektischen Tagen stören oder verärgern könne. Cheers for Miss Bishop sei eindeutig ein mit Lavendel und Spitzen verziertes Denkmal für eine reine und geradlinige Lebensweise. Es gebe die üblichen und erwarteten kleinen Krisen – das Treffen mit ihrer ersten Klasse, eine junge und enttäuschende Liebe, die Adoption eines kleinen Mädchens, ihrer Cousine, eine zweite und ruhigere Herzensangelegenheit, ihren eventuellen Rücktritt vom Unterricht und die abschließende Ehrung durch ihre Schüler, die ihren großen Erfolg im Leben auch ihr zu verdanken haben. Aber das sei alles, es gebe keine Aufregungen, keine Erfahrungen, die heftiger seien, als das Schlürfen von Tee vor einem gemütlichen Feuer im Wohnzimmer der Großmutter an einem Winternachmittag. Wie schon in dem britischen Filmdrama Auf Wiedersehen, Mr. Chips erinnere Cheers for Miss Bishop in vielerlei Hinsicht in seiner Nostalgie ans Älterwerden. Viele dieser Bemühungen hätten jedoch einen leicht unechten Beigeschmack, denn am Älterwerden sei nichts Originelles. Martha Scott in der Titelrolle sei durchgehend charmant wie eine junge Frau, auch wenn die Jahre sie gebeugt hätten. Ebenso sei William Gargan als ihr lebenslanger Verehrer, der nie über einen Stirnkuss hinauskomme, immer derselbe, er sprudele und leuchte wie ein junger Kerl auch dann noch, wenn er ein alter Mann sei. Das gelte auch für alle anderen, denn praktisch jeder im Film sei ein Opfer des Älterwerdens und der Kunst der Maske. Tay Garnetts langsame Inszenierung habe niemanden geholfen. Wahres Gefühl sei eine sehr seltene Sache und nicht leicht zu veranschaulichen. Aber die Grundstimmung werde in diesem Film stark übertrieben. Und nein, Miss Bishop sei nicht der weibliche Mr. Chips.
Die United States Conference of Catholic Bishops (USCCB) führte aus, es handele sich um ein sentimentales Drama, in dem es um eine unverheiratete Lehrerin gehe, das eindrücklich die gescheiterten Beziehungen thematisiere und romantische Komplikationen beinhalte.
– spätere –

Dennis Schwartz bewertete den Film auf der Seite Ozus’ World Movie Reviews und befand, dass Tay Garnett den Film zwar angemessen geleitet habe, er aber viel zu lauwarm und altmodisch sei, um eine inspirierende Geschichte über eine engagierte Lehrerin zu erzählen, die nie geheiratet habe. Der Film siedle Lehrer ähnlich weit oben an wie das Filmdrama Goodbye, Mr. Chips von 1939. Grundsätzlich sei daran auch nichts auszusetzen, auch wenn es eine solche Lebensweise wohl nicht mehr gebe, nach der sich aber diejenigen sehnen würden, die zu solchen nostalgischen Gefühlen, ob nun echt oder eingebildet, neigen würden. In der liebevoll und sorgfältig gepflegten Geschichte seien keine aufregenden Momente enthalten. Abschließend meinte Schwartz, zu solch einem sentimentalen Humbug gebe es nicht viel zu sagen, außer, dass der Film gut gemacht sei und wir Miss Bishop drei Hochrufe spendierten.
Craig Butler widmete sich dem Film auf der Seite Allmovie und meinte, Cheers for Miss Bishop sei ziemlich schwacher Tee, wenn nicht die leuchtende Martha Scott in der Titelrolle wäre und empfahl, Miss Bishop zu vergessen, denn nur Miss Scott verdiene es, bejubelt zu werden. Auch wenn Scott aus irgendeinem Grund nicht die Filmkarriere beschert gewesen sei, die sie ihrem Talent nach hätte haben sollen, demonstriere sie hier zweifellos, dass sie einen Film im Alleingang tragen könne, was sie in fast jeder Szene beweise. Der gesamte Film ruhe auf ihren Schultern und sie enttäusche nicht, obwohl sowohl Material als auch Regisseur dies definitiv tun würden. Es sei wunderbar zu sehen, wie die Schauspielerin mit den abgedroschenen, banalen Situationen und den Dialogen umgehe, um die Szene doch noch zum Glänzen zu bringen. Regisseur Tay Garnett sei keine Hilfe. Vor allem der stets zuverlässige Edmund Gwenn unterstütze Scott, auch wenn das Drehbuch eine klebrige Süße habe. Dank Scott sei der Film aber auf jeden Fall sehenswert.

### Auszeichnung
Edward Ward war 1942 in der Kategorie „Beste Filmmusik in einem Drama“ für einen Oscar nominiert, der jedoch an Bernard Herrmann für dessen Musik zu dem Fantasyfilm Der Teufel und Daniel Webster ging.

### Nachwirkung
Martha Scott, William Gargan und Mary Anderson traten am 17. März 1941 in ihren Rollen in einer für Lux Radio Theatre produzierten Version erneut auf. Am 6. November 1946 wurde im Academy Award Theatre eine angepasste Version mit Olivia de Havilland ausgestrahlt. 1949 entstand eine Anpassung für Hallmark Playhouse.